# Гулаев, Ахсарбек Казбекович
Ахсарбек Казбекович Гулаев (осет. Гулаты Хъазыбеджы фырт Ӕхсарбег, 23 августа 1997, Северная Осетия, Россия) — российский и словацкий борец вольного стиля. Чемпион Европы по вольной борьбе (2021). Призёр чемпионата мира (2024) и чемпионата Европы (2025).

## Спортивная карьера
В 2016 году имея российское гражданство принимал участие на турнире имени Али Алиева в Каспийске. С 2016 года выступает за сборную Словакии. В ноябре 2017 года на первенстве мира среди спортсменов до 23 лет, проходившем в Польше, стал серебряным призёром в весовой категории до 74 кг. В июне 2018 года на первенстве Европы среди спортсменов до 23 лет, проходившем в Турции, стал серебряным призёром в весовой категории до 74 кг. В марте 2019 года на первенстве Европы среди спортсменов до 23 лет, проходившем в Сербии, стал серебряным призёром в весовой категории до 74 кг. В апреле 2021 года на чемпионате Европы, который состоялся в столице Польши в Варшаве, Ахсарбек завоевал золотую медаль в весовой категории до 79 кг, став впервые в карьере чемпионом Европы. В финале он одолел борца из Франции Алекму Сайфеддина.
В апреле 2025 года на чемпионате Европы в Братиславе в весовой категории до 79 кг завоевал бронзовую медаль. В схватке за третье место одолел соперника из Молдовы Иона Марку.

## Достижения
- Первенство мира U23 2017 — ;
- Первенство Европы U23 2017 — ;
- Первенство Европы U23 2019 — ;
- Чемпионат Европы по борьбе 2021 —
- Чемпионат мира по борьбе 2024 —
- Чемпионат Европы по борьбе 2025 —

## Личная жизнь
По национальности — осетин.